# Антисемитизам у Турској
Антисемитизам у Турској представља нетрпељивост, мржњу или предрасуде према Јеврејима, као религијској групи или нацији у Републици Турској, као и на промоцију антисемитских ставова и веровања у тој земљи.

## Демографија
Јевреји живе на територији Османског царства и модерне Турске више од 2.400 година. У почетку се становништво састојало од ромских Јевреја грчке припадности, али су касније асимилирани у заједницу сефардских Јевреја који су емигрирали у Османско царство у 15. веку из Иберије након прогона од стране шпанске инквизиције.
Иако су Јевреји 2009. чинили само нешто више од 0,03% турске популације, Турска Република ипак има једну од највећих јеврејских заједница у муслиманском свету. Популација турских Јевреја је те године бројала 23.000 појединаца. Већина Јевреја живи у Истанбулу. У Турској постоје 23 активне синагоге, укључујући 16 само у Истанбулу. Историјски гледано, јеврејска популација Османског царства достигла је свој врхунац крајем 19. века, када је Јевреја било око 500.000 појединаца, од којих је отприлике половина живела на територији савремене Републике Турске. Упркос томе што су Јевреји данас само мали део становништва, антисемитска осећања су прилично честа међу савременим Турцима. Јавна критика израелске политике у Турској има традицију да се претвара у израз општег антисемитског расположења.
Од 2009. године на овом рачуну је регистрован пад јеврејске популације. До септембра 2010. јеврејска популација је пала на 17.000 људи, углавном због емиграције у Израел, што се објашњава забринутошћу за безбедност која проистиче из пораста антисемитских осећања након инцидената као што су Либански рат 2006., Рат у Гази 2008–2009. Мај 2010. Напад флотиле Газе у којем је убијено девет турских држављана након што су напали командосе израелске морнарице који су се укрцавали на бродове флотиле да би подржали поморску блокаду Газе.

## Историја
У складу са исламским правом, Јевреји су у Османском царству имали статус зими, што је значило да су у принципу били подређени муслиманима. Међутим, статус гарантовао је личну неповредивост и слободу вероисповести. То, међутим, није спречило антисемитизам у Османској Турској.
Први османски случај крвне клевете, односно тврдње да Јевреји отимају и жртвују нејевреје у злокобним ритуалима, забележен је за време владавине султана Мехмеда II у 15. веку. Касније, и упркос масовној миграцији Јевреја из Шпаније 1492, такве крвне клевете су се ретко дешавале и обично су их осуђивале османске власти. Неки јеврејски извори помињу инциденте крвне клевете током владавине султана Мурата IV. Султан Мехмед II је издао ферман, краљевски указ, који је био први те врсте у Османском царству и наложио да све случајеве у вези са крвном клеветом разматра Диван, највиши савет Царства.
Уопште, сеобу Јевреја из Западне Европе у Отоманско царство власти су љубазно дочекале. Године 1553., султан Сулејман Величанствени је прихватио мишљење свог личног лекара и саветника, Мосеса Хамона, поново потврдио наредбе Мехмеда, које забрањују локалним судовима да суде у случајевима који се односе на наводно јеврејско ритуално убиство. Такође је успешно супротставио намеру папе Павла IV да премести Јевреје из Анконе у руке инквизиције.
Међутим, касније се однос власти према Јеврејима погоршао. Године 1579. Султан Мурат III је наводно чуо да јеврејске жене носе свилену одећу украшену драгим камењем и наредио је уништење свих Јевреја у Царству. Иако је декрет укинут, захваљујући Шлому Ашкеназију, саветнику великог везира, наређена је посебна одећа за Јевреје. Конкретно, женама је било забрањено да носе свилу, а мушкарцима је прописан посебан облик шешира.
Познато је више случајева крвне клевете у 19. веку на територији Османског царства: Алеп (1810), Бејрут (1824), Антиохија (1826), Хама (1829), Триполи (1834), Јерусалим (1838), Родос и Дамаск (1840), Мармора (1843), Смирна (1864). Најпознатије од њих биле су афере на Родосу и Дамаску 1840. године, које су имале велике међународне реперкусије.
Крвна клевета на Родосу догодила се у фебруару 1840. године, када је грчка православна заједница, уз активно учешће конзула неколико европских држава, оптужила Јевреје за отмицу и убиство хришћанског дечака у ритуалне сврхе. Османски гувернер Родоса је подржао оптужбу. Неколико Јевреја је ухапшено, од којих су неки дали самооптужујућа признања под мучењем, а цео Јеврејски кварт је био блокиран дванаест дана. У јулу 1840. јеврејска заједница Родоса је формално ослобођена оптужби.
Исте године догодила се афера у Дамаску у којој су Јевреји оптужени за ритуално убиство оца Томе, фрањевачког фратра са острва Сардиније и његовог грчког слуге Ибрахима Амара. Четири члана јеврејске заједнице умрла су под мучењем, а то је изазвало међународну негодовање. Британски политичар Мозес Монтефјоре интервенисао је да испита преостале затворене Јевреје и убедио је султана Абдулмеџида I да изда декрет 6. новембра 1840. године, проглашавајући да су оптужбе за крвну клевету клевета против Јевреја и да су забрањене широм Османског царства. Уредба је гласила: „Не можемо дозволити да јеврејски народ... буде узнемирен и мучен због оптужби које немају ни најмање основе у истини...“
Године 1866, са поновним покретањем случајева крвне клевете, султан Абдул Азиз је издао ферман, по коме су Јевреји проглашени под његовом заштитом. Православно свештенство је након тога ограничило такве оптужбе, али још један познати случај крвне клевете догодио се 1875. године у Алепу, али је наводна жртва убиства – јерменски дечак – убрзо пронађен жив и здрав. У другој половини 19. века Османско царство је започело реформе Танзимата у циљу усклађивања права међу својим поданицима без обзира на етничко порекло и веру. Ове трансформације су позитивно утицале на Јевреје, који су коначно стекли једнака права. Почетком 20. века јеврејска популација у Царству достигла је 400–500.000 људи. Године 1887. било је пет јеврејских чланова у османском парламенту. Међутим, стварну једнакост пред законом Јевреји су постигли тек много касније.
Са појавом ционизма крајем 19. века, однос османских власти према Јеврејима почео је да губи своју традиционалну толеранцију, означавајући тако прве знаке модерног турског антисемитизма. Било је и сукоба са локалним муслиманима, посебно на подручју данашњег Израела. Крајем 19. века, арапско становништво протестовало је против све већег присуства Јевреја у Палестини, што је резултирало забраном сваке продаје земље странцима 1892. године. Јеврејима је било забрањено да се насељавају у Палестини или живе у Јерусалиму, без обзира да ли су били поданици Царства или странци. Непријатељство према Јеврејима је расло са повећањем броја Јевреја у региону, а дошло је до великог погрома у Јафи у марту 1908. године, у којем је учествовало арапско становништво и резултирало је тешким повредама 13 људи, од којих је неколико умрло касније. Локална власт је смењена.
Током Првог светског рата Јевреје је прогањало Османско царство, пошто су Османлије оптуживале Јевреје да су британски и руски шпијуни, што је у великој мери утицало на заједницу Алија и Јишува. Након тога, Османлије су издале депортацију Тел Авива и Јафе, у којој су хиљаде Јевреја протеране или умрле. Током грчко-турског рата 1919–1922, јеврејске заједнице у Западној Анадолији и Источној Тракији биле су прогањане од стране Грка, а у Чорлу је дошло до погрома.
Године 1923. године, када је проглашено стварање Турске Републике, тада је на њеној територији живело 200.000 Јевреја, укључујући 100.000 само у Истанбулу. Јевреји су добили грађанску једнакост, међутим каснији погроми и прогони изазвали су масовну јеврејску емиграцију, која је смањила јеврејску заједницу за 10 пута. Године 1920. противници режима Мустафе Кемала (Ататурка) покренули су антисемитску кампању, тврдећи, поред класичне антисемитске реторике, да су Јевреји подржавали грчке интересе у Турском рату за независност и да су незаконито присвајали напуштену имовину. Кампања није наишла на широку подршку и потпуно је престала стабилизацијом режима Мустафе Кемала. У истом периоду влада је приморала јеврејску заједницу да напусти културну аутономију додељену етничким мањинама, чиме је прекршио Лозански мир 1923, иако је то била општа политика режима Мустафе Кемала, која је, између осталих, погађала и Јермене и Курде.
Дана 2. јула 1934. пронацистичка група на челу са Цеватом Рифатом Атилханом организовала је погроме над Јеврејима у Тракији. Власти су одлучно зауставиле антијеврејске немире, прогласиле ванредно стање у Источној Тракији и привеле пљачкаше правди. Истовремено, неки извори помињу да је дошло до насилног исељења Јевреја из Источне Тракије, на основу Закона о пресељавању“. Према овом закону, министар унутрашњих послова имао је право да пресели националне мањине у друге земље или у другим деловима земље у зависности од степена њихове „прилагођености турској култури“. Конкретно, Јевреје су протерале турске власти из града Једрена. Године 1935. турска војска је купила 40.000 примерака Атилхансове књиге - антисемитску књигу „Сузи Либерман, јеврејски шпијун“ и поделио их међу официрима.
У периоду 1939–1942 Турска је поново почела ширење антисемитске пропаганде која је имала подршку нацистичке Немачке, у коју турска влада није интервенисала. У јулу 1942. власт у Турској преузели су десничарски политичари. Дана 11. новембра 1942. године турски парламент је ратификовао закон о порезу на имовину. Порезна стопа за Јевреје и хришћане била је 5 пута већа него за муслимане. Због тога је око 1.500 Јевреја послато у радне логоре због неплаћања пореза. Закон је укинут 15. марта 1944. године. Упркос томе, Турска је примила значајан број јеврејских избеглица током успона фашизма у Европи 1930-их и Другог светског рата. Било је случајева да турске дипломате у Европи помажу Јеврејима да побегну од Холокауста.
Од 1948. до 1955. око 37.000 турских Јевреја емигрирало је у Израел. Један од разлога за емиграцију је био притисак власти да се користи турски језик, чак и код куће. Године 1950. Цеват Рифат Атилхан и други десни турски политичари су у великој мери ширили антисемитску пропаганду путем медија, од којих су неке власти заплениле. Напади на Јевреје и антисемитски инциденти забележени су 1955, 1964. и 1967. Власти су предузеле кораке да заштите јеврејско становништво.
Током 1970-их – 1980-их антисемитска осећања у Турској су порасла. Антијеврејске тезе постојале су у програмима појединих политичких партија. Након осуде турске владе сукоба између Израела и Газе 2008–2009, који је заоштрио односе између две земље, извештај израелског министарства спољних послова из 2009. каже да Ердоган „индиректно подстиче и подстиче“ антисемитизам.

### Модерна Турска
Истакнути антисемитски говорници 1930-их и 1940-их су Бурхан Асаф Белге, Цеват Рифат Атилхан, Нихал Ациз, Садри Ертем и Мухитин Берген. Главни идеолошки извори антисемитизма у Турској су исламизам, левичарски антиционизам и националистички десни екстремизам. Турски интелектуалци су увек били пропалестински и анти-израелски у свом ставу, док дебата о блискоисточном сукобу међу лаицима у Турској често постаје антисемитска. Нефес тврди да антисемитске струје нису мејнстрим у турској политици, док се турски Јевреји сматрају аутсајдерима у турском друштву. Другим речима, турско јеврејство се не доживљава као локална претња, већ долази у обзир током релевантних међународних сукоба као сумњива заједница.
Турски специјалиста за међуетничке и међурелигијске односе, Рифат Бали и други стручњаци наводе да турски исламисти приказују Јевреје који су прешли на ислам као групу упитне лојалности. Исламисти, међутим, називају групе као што су либерали, секуларисти и социјалисти „шабетаји“, када желе да им припишу нелојалност. На пример, Велики источни исламски фронт нападача, радикална исламистичка терористичка организација основана 1984. године, залаже се за избацивање било каквог јеврејског и хришћанског присуства у турском политичком животу.
Према истраживачима са Универзитета у Тел Авиву, Исламистичка Партија благостања била је главни извор антисемитизма у Турској до 1997. Према истраживачима, лидери, укључујући бившег премијера Неџметина Ербакана, изнели су антисемитске тврдње у критици државе Израел. У фебруару 1997. чланак у партијским новинама испуњен таквом реториком довео је до протеста испред турске амбасаде у Вашингтону. У чланку је наведено: „... змија је створена да изрази свој отров, као што је Јеврејин створен да прави невоље."
У Турској су 1997. године на власт дошле секуларне странке и утицај Странке благостања је од тада значајно опао.
Међутим, 2003. године, када је Реџеп Тајип Ердоган, лидер Исламистичке Партије правде и развоја, постао премијер Турске, то је означило почетак исламизације турског друштва. Ердоган је такође требало да постане познат по оштрој антиизраелској реторици. Након израелске операције у Појасу Газе и именовањем новог турског министра иностраних послова Ахмета Давутоглуа 2009. године, антиизраелска осећања су јасно постала изражена у турској спољној политици. Неколико извора тврди да су сукоб после инцидента са Флотилом Газе 31. маја 2010. намерно подстакнули турски политичари како би заоштрили односе са Израелом зарад унутрашње и спољне политике.
Према новинским извештајима из децембра 2012. године, турска Национална обавештајна организација почела је да истражује појединце који су можда двојни држављани Израела и Турске у вези са „инцидентом флотиле“ Мави Мармара из 2010. године. Извештај  је 31. маја 2015. открио да скоро 40% турске популације види Израел као претњу, што је највећи проценат икада забележен, што указује на све већи пораст антисемитизма у Турској, као резултат широко распрострањеног приказа турске владе о јеврејским људима.
Левичарска турска страна има тенденцију да посматра Израел као инструмент америчког империјализма на Блиском истоку. Израелско-палестински сукоб се тако тумачи као сукоб између групе „потлачене империјализмом“ и заступника Сједињених Држава. Ова традиција постоји од 1970-их година, када су се Турци крајње левице придружили Палестинској ослободилачкој организацији и добили војну обуку преко те организације, а неки су учествовали у борби против израелских снага. Турско-јеврејски научник, Рифат Бали, оцењујући турску левицу, каже да је за њих ционизам – агресивна идеологија која промовише антисемитизам. У специјалном броју левичарског часописа Бириким 2004. године, тврди се да су антисемитизам и ционизам – две стране једне медаље, „Јеврејску савест је заробио Израел“ и да треба уложити све напоре за уништење Израела у његовој садашњи облик.
Крајем марта 2005. пажња западних медија према Турској је скренута на чињеницу да је Мајн Кампф Адолфа Хитлера био на 4. месту турских најпродаванијих листа за прва два месеца 2005. Његова ниска цена (4,5 америчких долара ) учинила је приступачном и хитом по продаји па је продато од 50 до 100 хиљада примерака књиге. Том приликом је турски социолог и политиколог Догу Ергил изјавио да „нацизам, закопан у Европи, васкрсава у Турској.“  Колумниста либерално оријентисаног националног листа Hürriyet, Хади Улуенгин, писао је у фебруару 2009. о „новом националистичком“ антисемитизму међу секуларистима. Ове групе су жестоко критиковале владин план да једној израелској компанији да у дугорочни закуп део турске земље на граници са Сиријом у замену за скупу операцију деминирања тог дела. Аргументе опозиције о неприхватљивости улагања „јеврејских финансија“ тадашњи премијер Ердоган је прокоментарисао као „фашистичке“ и као „фобију према мањинама и странцима“.
У јуну 2010, током једне од антиизраелских демонстрација, демонстранти су користили нацистичке симболе и слогане који су величали Адолфа Хитлера.

## Антисемитистичка пропаганда
Пре израелске операције Ливено олово у Гази у зиму 2008–2009, већина антисемитских манифестација у Турској била је у штампаним медијима и књигама. Истраживачи са Универзитета у Тел Авиву су приметили да многи млади и образовани Турци под утицајем ове пропаганде формирају негативан став према Јеврејима и Израелу, иако се са њима никада нису сусрели.
Неки извори кажу да се многа антисемитска осећања објављују у исламистичким публикацијама као што су Vakit и Millî Gazete, као и у Ortadoğu и Yeniçağ. На пример, познатог турског писца Орхана Памука, који је процесуиран због јавног признања геноцида над Јерменима у Турској, лист Yeniçağ га је назвао „љубитељем Јевреја”, „најбољим пријатељем Јевреја” и „слугом Јевреја." Ови часописи су тврдили да су познати курдски лидери Мустафа Барзани и Јалал Талабани по рођењу Јевреји и да намеравају да створе „Велики Израел“ под маском курдске државе. Часопис Vakit је писао да су Мосад и Израел одговорни за постављање мина у југоисточној Турској, односно убијање турских војника. Vakit и Millî Gazete објавили су чланке који су хвалили Хитлера и негирали холокауст.
Vakit је написао да главни рабин Турске мора да напусти земљу јер није осудио израелску операцију "Ливено олово". Публикације у медијима Израел пореде са нацистичком Немачком, а операцију у Гази са холокаустом, медији стављају једнаку ознаку између речи „Јевреј“ и „терориста“. Колумниста Millî Gazete је изразио жељу да никада не види Јевреје на улицама турских градова. У Турској се објављују и слободно дистрибуирају антисемитске књиге, као што су Протоколи Сионских мудраца, Међународно јеврејство Хенрија Форда и многи други, укључујући турске ауторе, који у својим књигама тврде да Јевреји и Израел желе да преузму власт широм света. свет.
Године 1974, као председник Омладинске групе Бејоглу Исламистичке партије МСП, Ердоган је написао, режирао и одиграо главну улогу у представи под називом „Масон-комунист-Јевреј" , који је масонерију, комунизам и јудаизам представљао као зло.
Године 2006. у Турској је приказан филм Долина вукова: Ирак. Многи критичари су га сматрали антиамеричким и антисемитским. Последња оптужба се заснива на чињеници да филм има сцену у којој јеврејски лекар, запослен у америчкој војсци, продаје тела затвореника притворског центра Абу Граиб. Израелско незадовољство је била сцена у којој су агенти Мосада, у извођењу турских глумаца, киднаповали турску децу и узели турског амбасадора и његову породицу као таоце. Заменик министра спољних послова Израела Дани Ајалон је у разговору са турским амбасадором изнео мишљење да „сцена, слична оној приказаној у серији, чини живот Јевреја у Турској несигурним“. На том састанку, Ајалон је пркосно прекршио неколико правила дипломатског бонтона, што је на крају довело до дипломатског скандала. Сам Огуз Челикол је осудио наставак поменуте турске ТВ серије.
Снимак турске ТВ емисије Ayrılık ("Растанак") прича причу о љубави у вези са операцијом Ливено олово у позадини. Снимак је подстакао израелско Министарство спољних послова у октобру 2009. да позове амбасадора Турске у Израелу Д. Озена да да објашњења. Изражено је незадовољство због сцене у којој глумци који приказују израелске војнике који пуцају у палестинске "војнике" и убијају палестинску девојку, као и низ других сцена. Званичници израелског министарства спољних послова су навели да „сцена, нема чак ни далеку везу са стварношћу и приказује израелску војску као убице невине деце“.
Напади на Јевреје се чују и на турској телевизији. Представници јеврејске заједнице у Турској су почетком 2009. године изразили забринутост због антисемитских изјава које су изнете у низу телевизијских програма. Године 2015, информативни канал повезан са Ердоганом емитовао је двосатни документарац под називом „The Mastermind“ (термин који је сам Ердоган увео у јавност неколико месеци раније), који је снажно сугерисао да је „ум Јевреја“ тај „влада светом, пали, уништава, гладује, води ратове, организује револуције и државне ударе и успоставља државе у државама.“
На транспарентима на конференцији за новинаре Удружења за културу антиизраелске федерације Осман Гази у Ескишехиру је писало: „Пси дозвољени, Јеврејима и Јерменима улаз је забрањен“. У Истанбулу су постављени леци са позивом „да не купују у јеврејским радњама и не служе Јевреје“. На неким билбордима у Истанбулу стајали су текстови: „Не можеш бити Мојсијев син“ и „Не у твојој књизи“, са цитатима из Торе који осуђују убиство и са сликама крваве дечије обуће. У Измиру и Истанбулу неке синагоге су оскрнављене увредљивим и претећим графитима. Дељени су спискови са именима познатих јеврејских лекара са позивом да се они убију у знак одмазде за операцију у Гази. Састављени су и дистрибуирани спискови са именима јеврејских компанија, локалних и међународних за бојкот. У јуну 2010. неколико турских радњи поставило је натписе са натписом „Не прихватамо псе и Израелце“.

## Насиље над Јеврејима
Крајем 20. до почетка 21. века у Турској су била три анти-јеврејска терористичка напада. У сва три случаја, милитанти су напали главну синагогу у Истанбулу, синагогу Неве Шалом. Дана 6. септембра 1986. терориста из палестинске организације Абу Нидал пуцао је из митраљеза на посетиоце истанбулске синагоге Неве Шалом током суботње молитве. Убијена су 23 Јевреја, а 6 је рањено.
Дана 15. новембра 2003. бомбаши самоубице који су користили аутомобиле експлодирали су у близини две синагоге у Истанбулу у којој је 25 људи убијено, а 300 рањено. Исламисти су своје поступке правдали изјавом да у синагогама раде "израелски агенти". Одговорност за нападе преузели су Ал-Каида и турска исламистичка организација, Велики источни исламски фронт нападача. За ове нападе турски судови су осудили 48 људи који су били повезани са Ал-Каидом.
Дана 21. августа 2003, Џозеф Јахја, 35-годишњи зубар из Истанбула, пронађен је мртав у својој клиници. Убица је ухапшен у марту 2004. године и признао је да је убио Јахју из антисемитских побуда.
Дана 6. јануара 2009. турски навијачи прекинули су кошаркашку утакмицу на Европском купу између израелског ФК Бнеи Хашарон и турског Турк Телекома. Навијачи су узвикивали увредљиве слогане и покушавали да гађају израелске спортисте предметима при руци. Полиција је одбранила Израелце од напада.
Такође у јануару 2009. пријављен је напад на јеврејске војнике у турској војсци. Нападача је одмах казнио командант војне базе. У истом периоду један број јеврејских студената претрпео је вербално злостављање и физичке нападе.
У јуну 2010. исламисти су запретили насиљем турским Јеврејима у вези са турско-израелским сукобом око „Флотиле слободе“ у Гази.

### Супротстављање насиљу
Директне антисемитске акције у Турској гони влада. Године 2009, власник продавнице, који је на њеним вратима окачио транспарент са натписом "Улаз за Јевреје и Јермене забрањен!" је осуђен на пет месеци затвора. Међутим, у извештају Светског јеврејског конгреса се наводи да током операције у Гази турски правосудни систем није спроводио антисемитске акције учесника и није се мешао у антисемитско подстицање.
У октобру 2004. социјалистички турски часопис Birikim објавио је изјаву под насловом "Нема толеранције за антисемитизам!" Потписало га је 113 познатих турских муслиманских и немуслиманских интелектуалаца.
Посебно непријатељски став према Израелу и Јеврејима забележен је током израелске војне операције Ливено олово, турска полиција је морала да предузме мере да заштити јеврејске институције у Турској. Многи либерални новинари у листовима  Hürriyet, Milliyet и Vatan објавили су изјаве, напомињући да критика израелске политике не би требало да иде у непријатељство према Јеврејима. Заштита јеврејских институција у Турској појачана је у јуну 2010. након инцидента са „Флотилом слободе“. Министар унутрашњих послова Бесир Аталаи рекао је да власти неће дозволити да турски Јевреји трпе због антиизраелских говора.
Осврћући се на критике Израела у вези са операцијом у Гази, премијер Ердоган је истовремено рекао да је „антисемитизам злочин против човечности“. Дана 27. јануара 2010. на Међународни дан сећања на холокауст, турско министарство спољних послова је објавило да ће Турска наставити своју политику усмерену против антисемитизма, расизма, ксенофобије и дискриминације.

## Друштво
Према истраживањима јавног мњења истраживачког центра Pew, турско друштво има висок ниво ксенофобије. 86% Турака има негативан став о Јеврејима, 11% није одговорило/неутрално, а 2% је рекло да има позитиван став о Јеврејима.
Дана 20. маја 2021. јеврејска заједница у Турској је показала подршку турском председнику Реџепу Тајипу Ердогану и осудила САД називајући Турску „антисемитском земљом“.
Рецензент лево-либералног турског дневника Радикал, Мурат Арман, 2005. је написао да га ситуација у Турској подсећа на 1930. у Немачкој, где су медији често говорили о доминацији Јевреја у економији, претпоставци о њиховим тајним активностима усмереним против Немачке и штетног утицаја на немачко друштво. Он сматра да је то изузетно опасан тренд, те да овако масовна агитација против немуслимана у Турској није забележена дуги низ година.
У јануару 2010, израелски лист Haaretz објавио је извештај који је припремио Међународни центар за политичке студије при Министарству спољних послова Израела, у којем се тврди да су антиизраелске изјаве турског премијера Реџепа Тајипа Ердогана допринеле расту антисемитизма у турском друштву.
Турски Јевреји су забринути због антисемитских осећања у Турској, на пример, неке радње су поставиле таблице са натписом „Јеврејима није дозвољен приступ“. Сличну забринутост изазивају и америчке јеврејске организације. Неки стручњаци сматрају да се раст антисемитизма у Турској не дешава али се већина слаже да постоји низ опасности, а посебно појава антисемитских плаката и покушаја вођења антисемитске пропаганде и у турским школама.
Професор Бери Рубин верује да је отворено заговарање антисемитизма у Турској „далеко супериорније од свега што се дешава у Европи“.
Након упада Израела на „Флотилу слободе“ код обала Газе, 31. маја 2010. године, који је резултирао смрћу 9 турских држављана, турски премијер Ердоган је рекао да „Израел мора да стави тачку на спекулације о семитизму око свет“, а исламистички демонстранти на антиизраелским скуповима користили су антисемитске слогане, укључујући фразу „Смрт Јеврејима“.
Поглавар јеврејске заједнице у Турској Силвио Овадија рекао је да се "свака антиизраелска изјава лако може претворити у осуду Јевреја уопште." Кад год избије рат на Блиском истоку, антисемитизам расте у целом свету. Он верује да многи људи нису у стању да разликују Израелце и Јевреје и да критику израелске политике пренесу на турске грађане јеврејског порекла. Рифат Бали, верује да би сваки покушај да се одупре расту антисемитских осећања довео до погоршања ситуације, турски Јевреји морају или да оду, или да буду спремни да живе у масовном антисемитском окружењу.
У јулу 2014. имам Мехмет Саит Ијаз одржао је проповед у Дијарбакиру коју је емитовала телевизија. Током проповеди, Ијаз је изјавио да "наћи ћете да су Јевреји најнепријатељскији према верницима. Најбеснији и најдивљи непријатељи ислама на овој Земљи су Јевреји. Ко је ово рекао? Алах је учинио" и да "ови Јевреји плене све договоре на Земљи и убили 17 својих сопствених пророка… И овде изјављујем: Сви Јевреји који су се наоружавали да убијају муслимане морају бити убијени, а Израел мора бити избрисан са мапе! То ће бити учињено уз помоћ Алаха. Не бој се. Ово су добре вести. Ово је јеванђеље... Муслимани ће напасти Израел и Јевреје. Јевреји ће побећи и сакрити се. Када се Јевреј сакрије иза [дрвећа и] камења, [дрвеће и] камење ће рећи: 'О Алахов слуго, иза тебе је Јевреј. Дођи по њега.' Посланик Чума Ичтен, који је накнадно објавио Ијазов говор на својој Фејсбук страници, описао је Јазове речи као „величанствене“.